# V8 (motore JavaScript)
V8 è un motore JavaScript open source sviluppato da Google, attualmente incluso in Google Chrome.
V8 è scritto in C++ e supporta ECMAScript così come specificato nello standard ECMA-262, terza edizione.
V8 può essere incorporato in un software (come nel caso di Google Chrome) o può essere eseguito stand-alone, ad esempio in server destinati a supportare il framework Node.js.

## Caratteristiche
V8 è stato progettato per avere performance elevate. Esegue e compila JavaScript, ha un garbage collector altamente efficiente e gestisce in modo efficace l'allocazione di memoria per gli oggetti. Inoltre V8 permette a qualsiasi applicazione C++ in cui è incorporato, di esporre al codice JavaScript i suoi oggetti e/o funzioni.